# Période d'essai (recueil)
Pour l’article homonyme, voir Période d'essai.
Période d'essai (titre original : The Early Asimov) est un recueil de nouvelles de science-fiction de l'écrivain Isaac Asimov, paru en 1972 puis traduit en français et paru en un seul volume en 2016. Auparavant, le recueil avait été édité en français en quatre ouvrages distincts n'ayant pas d'équivalents anglophones :
- Dangereuse Callisto publié en 1974
- Noël sur Ganymède publié en 1974
- Chrono-minets publié en 1975
- La Mère des mondes publié en 1975

## Liste des nouvelles
- Dangereuse Callisto ((en) The Callistan menace, 1940)
- Dans l'orbite du soleil ((en) Ring around the Sun, 1940)
- L'Inestimable Trésor ((en) The magnificient possession, 1940)
- On n'arrête pas le progrès ((en) Trends, 1939)
- Une arme trop effroyable pour être utilisée ((en) The weapon too dreadful to use, 1939)
- Le Frère prêcheur, gardien de la flamme ((en) Black friar of the flame, 1942)
- L'Hybride ((en) Half-Breed, 1940)Cette nouvelle est la seule du recueil à ne pas avoir été reprise dans les quatre livres français. Sa traduction française a été publiée dans Fictions no 19
- Le Sens secret ((en) The secret sens, 1940)
- Homo Sol ((en) Homo Sol, 1940)Cette nouvelle intègre les bases de se que vont devenir la psychohistoire 'revu et améliorer par l'auteur dans des cycles tel que Cycle de L'Empire et Cycle de Fondation'. Nous y voyons aussi les prémices d'un empire encore toute jeune.
- Des sang-mêlé sur Vénus ((en) Half-Breeds on Venus, 1940)
- Une donnée imaginaire ((en) The Imaginary, 1942)
- Hérédité ((en) Heredity, 1941)
- Une page d'histoire ((en) History, 1941)
- Noël sur Ganymède ((en) Christmas on Ganymede, 1942)
- Le Petit Bonhomme du métro ((en) The Little Man on the Subway, 1950)
- Brimade ((en) The Hazing, 1942)
- Super-Neutron ((en) Super-Neutron, 1941)
- Non définitif ! ((en) Not final!, 1941)
- Bon sang ne saurait mentir ((en) Legal rites, 1950)
- Chrono-minets ((en) Time pussy, 1942)
- Auteur ! Auteur ! ((en) Author! Author!, 1964)
- Arrêt de mort ((en) Death sentence, 1943)
- Cul-de-sac ((en) Blind Alley, 1945)
- Aucun Rapport ((en) No Connection, 1945)
- Les Propriétés endochroniques de la thiotimoline resublimée ((en) The Endochronic Properties of Resublimated Thiotimoline, 1948)
- La Course de la reine rouge ((en) The Red Queen's Race, 1949)
- La Mère des mondes ((en) Mother Earth, 1949)